# کن تیلور
کنث داگلاس تیلور (به انگلیسی: Kenneth D. Tylor)؛ زادهٔ ۵ اکتبر ۱۹۳۴ - مرگ ۱۵ اکتبر ۲۰۱۵) سیاستمدار کانادایی و سفیر دولت کانادا در ایران در سال ۱۹۷۹ میلادی بود.
کن تیلور در زمان بحران گروگان‌گیری دیپلمات‌های آمریکایی پس از انقلاب ۱۳۵۷ ایران، شش نفر از دیپلمات‌ها و کارکنان سفارت آمریکا را به مدت سه ماه در محل سکونت معاون خود مخفی کرد و در این مدت، با تهیه بلیت هواپیما و تلاش برای قانع کردن دولت کانادا به منظور اعطای مجوز برای صدور گذرنامه‌های کانادایی برای این افراد، امکان فرار آنها از ایران را فراهم کرد.
کن تیلور که ساکن شهر نیویورک بود، پس از مدت‌ها ابتلا به مرحلهٔ پیشرفتهٔ سرطان روده بزرگ، سرانجام در ۱۵ اکتبر ۲۰۱۵ میلادی در بیمارستان «پرسبی‌تِریان نیویورک» درگذشت. با آنکه او سال‌ها ساکن آمریکا بود، هرگز به تابعیتِ این کشور درنیامد. فیلم سینمایی ارگو ۲۰۱۲ ساخته شده به استناد داستان گروگان گیری سفارت امریکا در ایران و فراری دادن تعدادی از دیپلمات ها توسط کن تیلور میباشد. 